# Deixa Eu Cantar Meu Samba
Deixa Eu Cantar Meu Samba é um álbum em CD, DVD ao vivo do grupo de pagode Bom Gosto, lançado em 2011.
Foi gravado no dia 14 de Maio de 2011, no Centro Cultural Ação da Cidadania, no Rio de Janeiro. O álbum traz músicas inéditas como "A Casa Caiu" e "Patricinha do Olho Azul", além dos sucessos "Curtindo a Vida" e "Na Madrugada", e também conta com a participação de Jorge Aragão, Arlindo Cruz, MC Marcinho e DJ Marcson Muller.

## Faixas do CD
1. "Curtindo A Vida"
2. "A Casa Caiu"
3. "Contando Formiga"
4. "Pronto Pra Rodopiar"
5. "Um Só Sentimento"
6. "Deixa Eu Cantar Meu Samba" (Part. Jorge Aragão)
7. "Na Madrugada"
8. "Conta Comigo"
9. "Ressaca Moral"
10. "Termina Aqui / Papo De Mulher E Homem / É Sempre Assim" (Part. Arlindo Cruz)
11. "Sinto Saudade"
12. "Andarilho"
13. "Dá Ou Desce"
14. "Patricinha Do Olho Azul" (Composição do rapper Mag)
15. "Brigar Não Tá Com Nada"
16. "Chupa Cabra"
17. "Candeia"
18. "Nos Pagodes Da Vida / Homem Das Ruas / A Vizinha"

## Faixas do DVD
1. "Abertura / Curtindo A Vida"
2. "A Casa Caiu"
3. "Pronto Pra Rodopiar"
4. "Aqui Pra Você / Camará"
5. "Contando Formiga"
6. "Um Só Sentimento"
7. "Ressaca Moral"
8. "Deixa Eu Cantar Meu Samba" (Part. Jorge Aragão)
9. "Conta Comigo"
10. "Na Madrugada"
11. "Dá Ou Desce"
12. "Andarilho"
13. "Briga Não Tá Com Nada"
14. "Sinto Saudade"
15. "É O Amor"
16. "Pais E Filhos"
17. "Chupa Cabra"
18. "Termina Aqui / Papo De Homem Mulher / É Sempre Assim" (Part. Arlindo Cruz)
19. "Nos Pagodes Da Vida / Homem Das Ruas / A Vizinha"
20. "Candeia"
21. "Patricinha Do Olho Azul" (composição do rapper Mag)
22. "Que Bloco É Esse? / Joga Fora No Lixo"
23. "Filho Maravilha / Nós Vamos Invadir Sua Praia"